# Nevin Harrison
Nevin Harrison (Seattle, 2 de junio de 2002) es una deportista estadounidense que compite en piragüismo en la modalidad de aguas tranquilas.
Participó en dos Juegos Olímpicos de Verano, obteniendo dos medallas, oro en Tokio 2020 y plata en París 2024, ambas en la prueba de C1 200 m. En los Juegos Panamericanos de 2019 consiguió una medalla de oro, también en el C1 200 m.
Ganó dos medallas de oro en el Campeonato Mundial de Piragüismo, en los años 2019 y 2022.

## Palmarés internacional
| Juegos Olímpicos     | Juegos Olímpicos | Juegos Olímpicos | Juegos Olímpicos |
| Año                  | Lugar            | Medalla          | Competición      |
| -------------------- | ---------------- | ---------------- | ---------------- |
| 2020                 | Tokio (Japón)    | Medalla de oro   | C1 200 m         |
| 2024                 | París (Francia)  | Medalla de plata | C1 200 m         |
| Campeonato Mundial   |                  |                  |                  |
| Año                  | Lugar            | Medalla          | Competición      |
| 2019                 | Szeged (Hungría) | Medalla de oro   | C1 200 m         |
| 2022                 | Halifax (Canadá) | Medalla de oro   | C1 200 m         |
| Juegos Panamericanos |                  |                  |                  |
| Año                  | Lugar            | Medalla          | Competición      |
| 2019                 | Lima (Perú)      | Medalla de oro   | C1 200 m         |